# Battagliové
Battagliové (celým názvem Battaglia de Sopramonte e Ponte alto) byl český, původně benátský šlechtický rod. Slovo Battaglia v překladu znamená boj nebo bitva. Battagliové pocházeli z Tridentska, později se přestěhovali do vlastních Tyrol.

## Historie
V roce 1677 byl rodu přiznán šlechtický stav a v roce 1708 byl Šimon de Battaglia císařem Josefem I. povýšen do stavu svobodných pánů. Rod se rozdělil do dvou linií. Mladší linie se usadila v Haliči a starší linie se usadila v Čechách poté, co po rytíři Josefu Talackovi z Ještětic zdědil v roce 1864 majetek v Bratronicích jeho synovec Josef Battaglia (1824–1891). Ten měl s manželkou Henriettou (roz. baronka von Schönau, 1832–1897) děti Quida (1873–1962) a Mariettu (1875–1946).
Quido Julius Battaglia byl v Bratronicích známý jako dobrý hospodář a chovatel kaprů. V září 1939 podepsal Národnostní prohlášení české šlechty. Jeho manželka Gizela, rozená Bolzany (1888–1958) byla údajně velmi vzdělaná, hovořila šesti jazyky a také skládala básně. Posledními potomky české větve rodu byly jejich dvě děti, Blanka Marie (1911–2005) a Christian (1914–1992), kteří žili v Čechách i po roce 1948, kdy byl majetek rodiny Battagliů v Bratronicích vyvlastněn. V roce 1990 byl sice bratronický zámeček Blance a Christianovi v rámci restitucí vrácen, ale Blanka jej v roce 1994 prodala.
Asi 4 km severovýchodně od Bratronic na kraji chvalovského lesa je památkově chráněná novogotická lesní kaple s hrobkou, společnou rodům Battagliů z Bratronic a Enisů z Lažan.
Erbem rodu Battaglia je červeno-zlatý polcený štít, v něm kosmé břevno opačných barev.

## Odraz v literatuře
- Ota Pavel napsal o Christianovi Battagliovi povídku Baroni na kolech.
- Jana Poncarová napsala o Blance Battaglia román Cyklistka.